# جون ارتشر (سياسي نيوزلندي)
جون ارتشر (بالإنجليزية: John Archer)‏ هو رجل دين وسياسي نيوزلندي، ولد في 3 مارس 1865 في ليسترشير في المملكة المتحدة، وتوفي في 25 يوليو 1949. حزبياً، نشط في حزب العمال النيوزيلندي.